# Salt and Sanctuary
Salt and Sanctuary è un videogioco di ruolo d'azione in 2D sviluppato e pubblicato da Ska Studios. Il gioco è stato pubblicato il 15 marzo 2016 per PlayStation 4, con versioni successive per Microsoft Windows, macOS, Linux, PlayStation Vita e Nintendo Switch. È fortemente ispirato alla serie Souls dello sviluppatore giapponese FromSoftware. Il gioco ha ricevuto valutazioni positive da parte della critica, che ha elogiato il suo stile grafico e il gameplay.
Nel 2022 Devoured Studios ha pubblicato il sequel del gioco, Salt and Sacrifice, sviluppato sempre da Ska Studios.

## Modalità di gioco
Il gioco presenta una grafica 2D disegnata a mano, oltre a meccaniche di gioco simili alla serie Souls. Ci sono 600 oggetti che i giocatori possono usare, e le varie categorie di armi hanno mosse speciali, inclusi attacchi aerei. I giocatori possono impugnare le armi a due mani per aumentare il potere e gli scudi per difendere e parare. Possono anche essere eseguiti attacchi magici e a distanza. Il gioco implementa concetti dei giochi di ruolo classici, come la scelta delle origini del personaggio, classe e sviluppo delle statistiche, oltre a un albero di abilità completo che fornisce centinaia di combinazioni. Il gioco offre anche un'opzione multiplayer e funzionalità asincrone come i messaggi che possono essere scambiati tra i giocatori. Il multigiocatore consente la cooperazione e il gioco, ma è solo locale. 

## Trama
Il gioco inizia con il giocatore nascosto in una nave che trasporta anche una principessa proveniente da un paese senza nome che deve sposarsi con il re di un paese avversario per evitare la guerra. Tuttavia, un gruppo di banditi attaccano la nave, uccidendo il suo equipaggio. Il giocatore uccide tutti i banditi e fugge sul ponte, ma sono poi attaccati da un gigantesco kraken del mare che assomiglia a Cthulhu. Che siano o meno in grado di sconfiggere il potente kraken, la nave è distrutta, mandandoli alla deriva su un'isola misteriosa. Lì, il giocatore incontra uno strano vecchio che dà loro un'icona di uno dei tre credi cui il giocatore dice di essere un membro, aiutandoli nella loro ricerca per trovare la principessa perduta. Il giocatore posiziona questa icona nel primo Santuario e poi continua ad esplorare l'isola, raccogliendo sale per ottenere potere, poiché in questo universo gli umani sono conosciuti come Saltborn e sono apparentemente in gran parte composti da esso. Lì, è possibile incontrare diversi npc con storie secondarie, un Cavaliere senza nome, un Ladro e uno Stregone.